# 荒木大輔 (サッカー選手)
荒木 大輔（あらき だいすけ、2000年8月5日 - ）は、日本のサッカー選手。ポジションはMF。

## 経歴
2008年に東京ヴェルディ1969の新小学校3年生向けセレクションを受け、100人を超える参加者から合格したうちの一人で、この時ともに合格した選手に森田晃樹がいる。その後、ヴェルディのユースを卒団した。2019年2月にポルトガルのCSマリティモのU-19チームに加入。
2019年夏、ディヴィジア・ナツィオナラのFCジンブル・キシナウに加入。8月17日の試合で途中出場し、選手初出場。